# Рютте, Марк
Марк Рю́тте (нидерл. Mark Rutte МФА: [ˈmɑr(ə)k ˈrʏtə]о файле; род. 14 февраля 1967, Гаага, Нидерланды) — нидерландский политический и государственный деятель. Генеральный секретарь НАТО с 1 октября 2024 года. Ранее — премьер-министр Нидерландов (2010—2024), лидер праволиберальной Народной партии за свободу и демократию (2006—2023).

## Биография
Родился 14 февраля 1967 года в Гааге.
Рютте был седьмым ребёнком в многодетной реформатской семье. В детстве мечтал стать пианистом.
Окончил Лейденский университет, где изучал историю. Одновременно участвовал в молодёжной организации Народной партии за свободу и демократию.
После окончания учёбы в 1992—1997 годах работал в в сфере управления персоналом в компании Unilever, а затем в её дочерних компаниях: в 1997—2002 годах — в Van den Bergh Nederland (Calvé), в 2002 году — в Iglo Mora Group.
С июля 2002 по июнь 2004 года был государственным секретарём труда и социальной защиты, с июня 2004 по июнь 2006 года — государственным секретарём по вопросам образования, культуры и науки.
По результатам парламентских выборов 22 января 2003 года избран депутатом Палаты представителей Нидерландов. Покинул парламент после назначения 27 мая в правительство под руководством премьер-министра Яна Петера Балкененде.
После отставки в марте 2006 года Йозиаса ван Артсена участвовал в выборах нового лидера партии. 31 мая 2006 года был избран новым лидером, победив в ходе голосования в том числе и Риту Вердонк, которую в 2007 году исключил из партии. В июне вернулся в парламент и возглавил фракцию партии в Палате представителей.
По результатам парламентских выборов 22 ноября 2006 года избран в Палату представителей.
С 2008 года был приглашённым преподавателем в Школьной группе Йохана де Витта (Johan de Witt Scholengroep) в Гааге.
По итогам первого тура теледебатов перед парламентскими выборами 2010 года Марк Рютте был признан победителем. На самих выборах его партия получила 1 926 551 (20,5 %) голосов и 31 место — на 9 мест больше, чем было ранее. Во время предвыборной кампании обещал избирателям значительное сокращение государственных расходов и уменьшение пособий для иммигрантов с целью борьбы с последствиями экономического кризиса. Отмечается, что взгляды Рютте на экономику напоминают политику, проводимую Маргарет Тэтчер в Великобритании. Изначально Рютте называли одним из главных кандидатов на пост премьер-министра Нидерландов.

## Премьер-министр Нидерландов

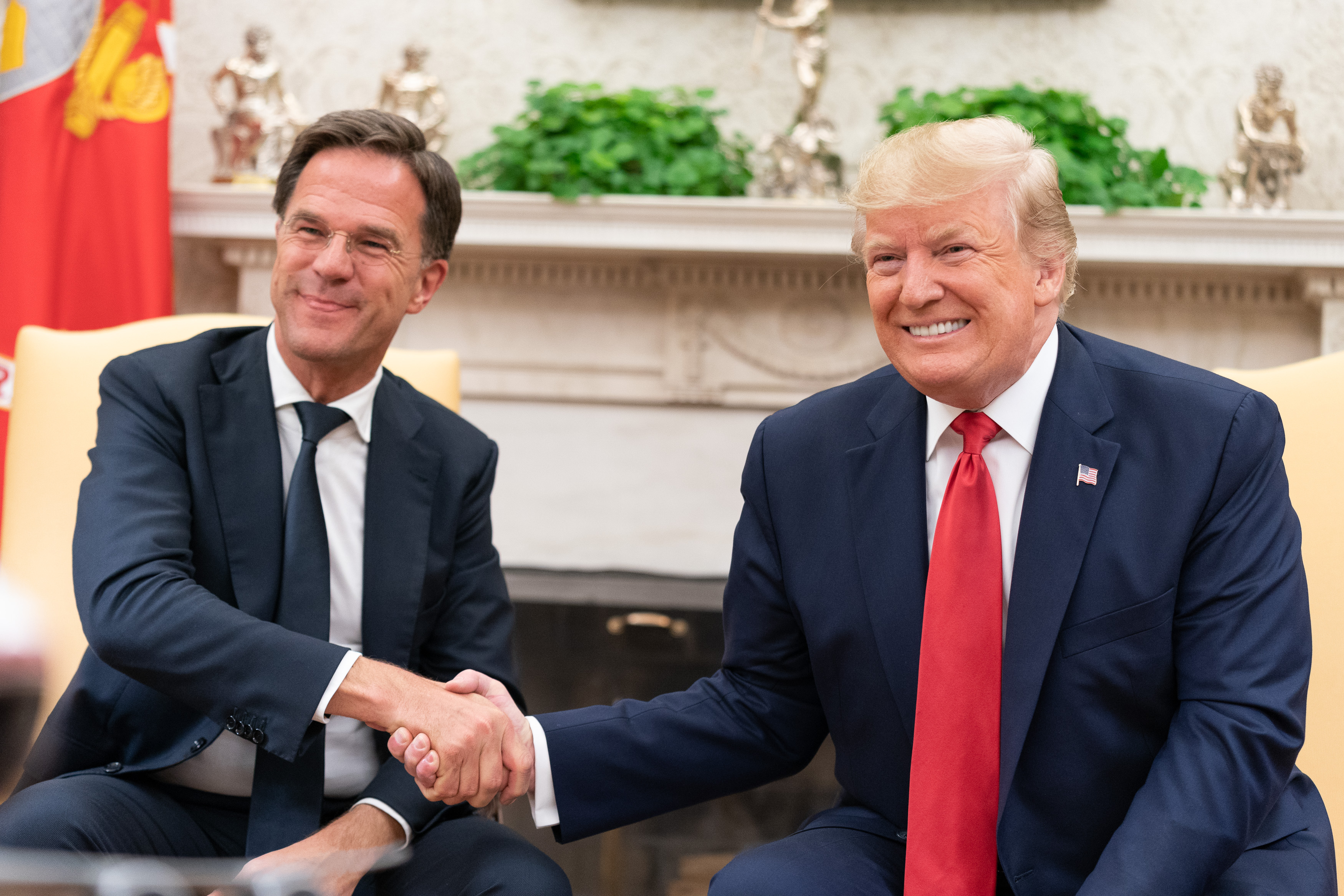
Марк Рютте и Дональд Трамп, 2019 г.

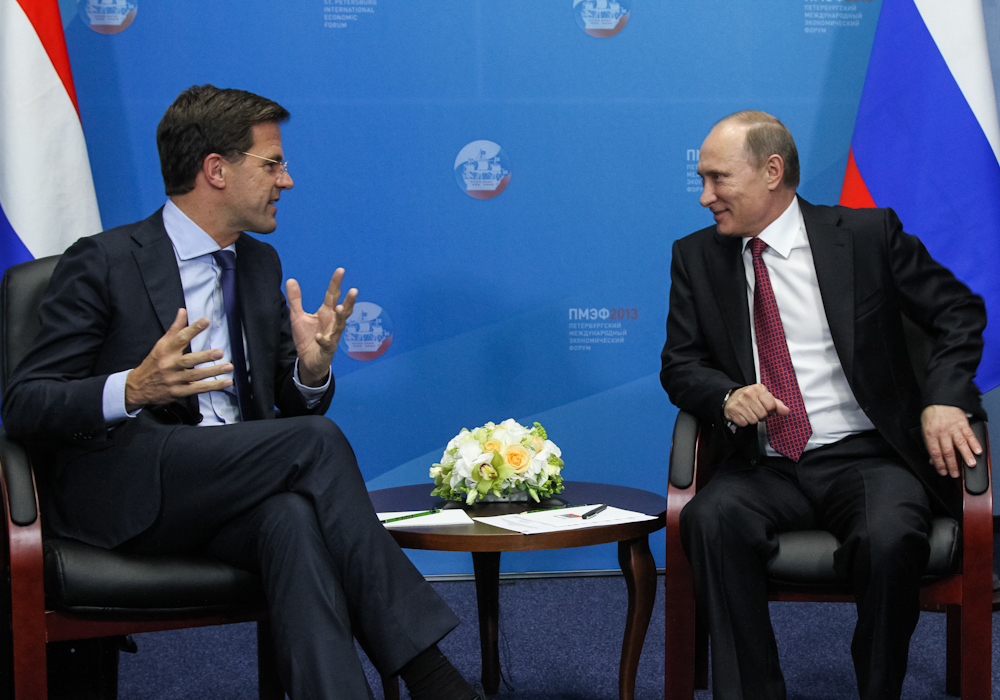
Марк Рютте и Владимир Путин, 2013 г.

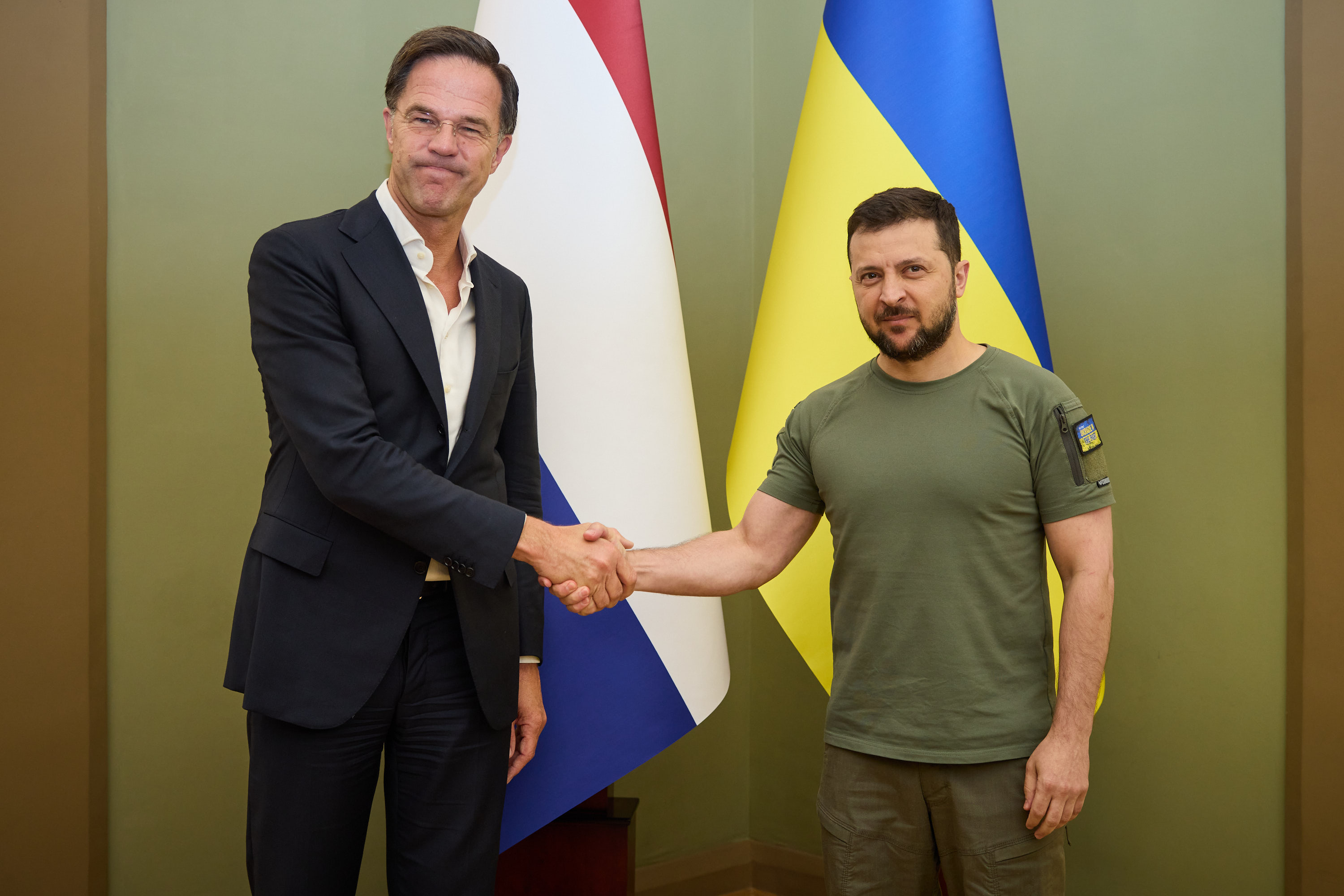
Марк Рютте и Владимир Зеленский, 2022 г.

14 октября 2010 года был назначен королевой Беатрикс новым премьер-министром Нидерландов. Было объявлено о том, что Народная партия за свободу и демократию (31 место из 150) и партия Христианско-демократический призыв (21 место) достигли согласия по вопросу о формировании правительства меньшинства; правительство будет поддерживать Партия свободы Герта Вилдерса. Возглавляемое Рютте правительство намеревается сократить дефицит бюджета, увеличить пенсионный возраст на один год, ужесточить правила иммиграции в страну.
23 апреля 2012 года правительство Рютте ушло в отставку из-за острых разногласий между партиями по бюджетным вопросам, с поручением исполнения обязанностей до формирования нового правительства.
По итогам досрочных парламентских выборов в сентябре 2012 года Народная партия за свободу и демократию (41 место из 150) и Партия труда сформировали коалиционное правительство под руководством Марка Рютте.
По итогам парламентских выборов в марте 2017 года Народная партия за свободу и демократию, Христианско-демократический призыв, Демократы 66 и Христианский Союз сформировали коалиционное правительство под руководством Марка Рютте.
Рютте и весь его кабинет подали в отставку 15 января 2021 года в ответ на скандал, связанный с ошибочными обвинениями в злоупотреблении системой выплат пособий по уходу за детьми. Однако он и большинство министров останется у власти до формирования нового правительства после выборов в марте 2021 года.
23 января 2021 года в Нидерландах начались протесты против введения комендантского часа, объявленного в качестве меры противодействия эпидемии коронавирусной инфекции COVID-19. Полиция назвала беспорядки крупнейшими за 40 лет (в течение первых трёх суток арестованы 180 человек в десяти городах).
15 декабря 2021 года, по итогам парламентских выборов в Нидерландах в марте 2021 года, Народная партия за свободу и демократию, Христианско-демократический призыв, Демократы 66 и Христианский Союз вновь сформировали правительство, которое в четвёртый раз возглавил Рютте.
24 февраля 2022 года призвал ко введению личных санкций против В. В. Путина и членов правительства РФ в связи с началом вторжения России на Украину.
7 июля 2023 года Рютте объявил об отставке своего правительства после того, как его коалиция не смогла договориться о том, как справиться с растущей миграцией. Его правительство возьмёт на себя роль смотрителя до следующих всеобщих выборов.
2 июля 2024 года Марк Рютте ушёл в отставку. Новым премьер-министром Нидерландов стал Дик Схоф.

## Генеральный секретарь НАТО

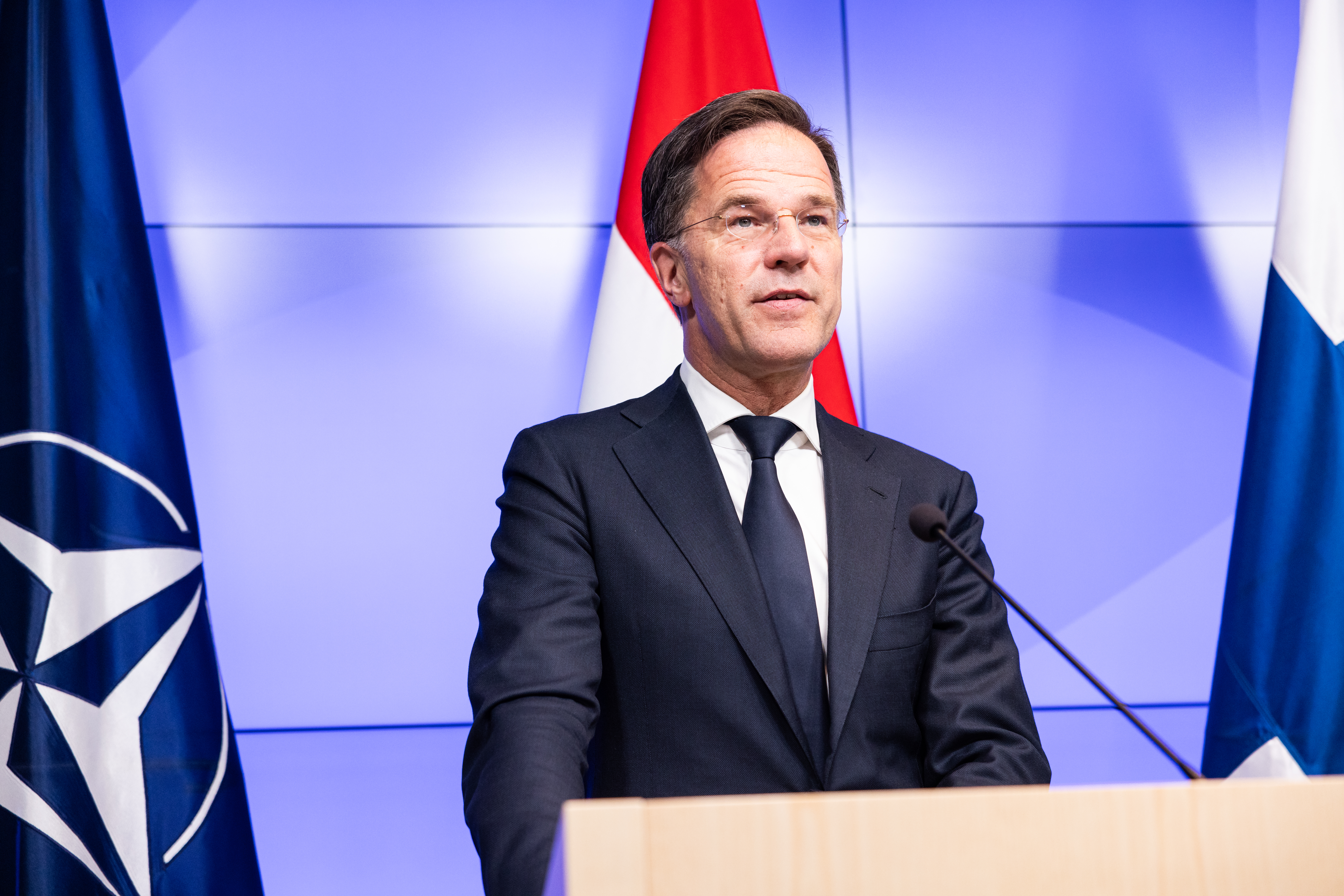
Рютте выступает в Хельсинки, 2024 год

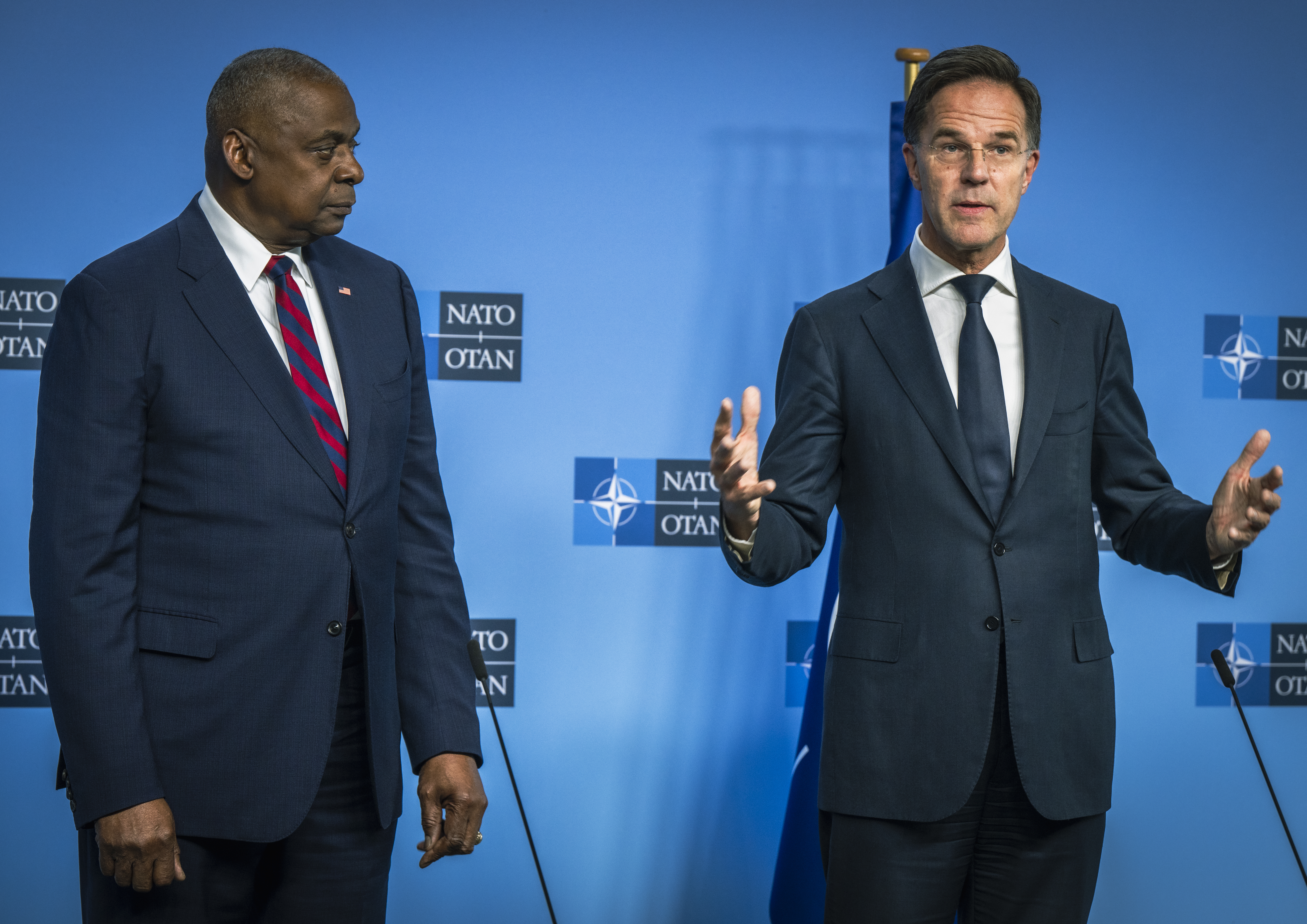
Министр обороны США Ллойд Остин и Марк Рютте в штаб-квартире НАТО в Брюсселе, Бельгия, 17 октября 2024 года

Несмотря на то, что ранее Рютте заявлял, что хочет сосредоточиться на преподавании в средней школе после своего премьер-министерства, в октябре 2023 года объявил о своей кандидатуре на должность Генерального секретаря НАТО. Его выдвижение получило поддержку со стороны правительств США, Великобритании, Германии и Франции в феврале 2024 года.
К апрелю 2024 года кандидатуру Рютте на пост генсека альянса утвердили представители 28 государств НАТО из 32. В дальнейшем Рютте удалось преодолеть сопротивление последних несогласных — Турции, Венгрии, Словакии и Румынии, а его единственный оппонент, президент Румынии Клаус Йоханнис, снял свою кандидатуру 20 июня.
1 октября 2024 года официально вступил в должность после торжественной передачи полномочий в штаб-квартире НАТО в Брюсселе вместе с уходящим генеральным секретарём Йенсем Столтенбергом.
Рютте уверен, что Североатлантический альянс должен продолжать сдерживание России, в том числе путём усиления защиты восточного фланга и ежегодными расходами на оборону от каждой страны — члена НАТО не менее чем в 2 % ВВП.
В октябре 2024 года Рютте заявил, что более 600 000 российских солдат были убиты или ранены во время войны с Украиной.
На посту генерального секретаря Рютте призвал страны-члены нарастить свои расходы на оборону и производство, заявив, что необходим военный менталитет. Он сказал, что дополнительные расходы будут необходимы для обеспечения коллективной обороны и предотвращения нападения России после её вторжения в Украину.
Рютте неоднократно призывал отправлять больше оружия на Украину. Он сказал, что любые будущие мирные переговоры с Россией должны вестись Украиной с позиции силы.
Рютте раскритиковал позицию Китая в отношении Тайваня, заявив, что «Китай издевается над Тайванем и добивается доступа к нашей критической инфраструктуре способами, которые могут нанести вред нашим обществам». Он добавил: «Россия, Китай, а также Северная Корея и Иран прилагают все усилия, чтобы ослабить Северную Америку и Европу. Чтобы лишить нас свободы, они хотят перекроить глобальный порядок, не для того, чтобы создать более справедливый, а для того, чтобы обеспечить свои собственные сферы влияния».

## Личная жизнь
Не женат, детей нет.

## Награды
- Рыцарь Большого Креста ордена Короны (28 ноября 2016, Бельгия)[39]
- Почётный компаньон Ордена Австралии (9 октября 2019, Австралия)[40]
- Кавалер Большого креста ордена «За заслуги перед Итальянской Республикой» (20 декабря 2022, Италия)[41]
- Орден князя Ярослава Мудрого I степени (27 января 2023, Украина) — за весомый личный вклад в укрепление межгосударственного сотрудничества, поддержку независимости и территориальной целостности Украины[42].
- Великий офицер ордена Почётного легиона (11 апреля 2023, Франция)[43]
- Кавалер Большого креста ордена Заслуг (7 июня 2024, Люксембург)[44]
- Кавалер Большого креста ордена Нидерландского льва (2 июля 2024)[45]